# パルモフィルム藻綱
パルモフィルム藻綱 (パルモフィルムそうこう) (学名：Palmophyllophyceae) は、緑藻植物門に属する緑藻の一群である。プラシノ藻と総称される緑色植物の初期分岐群の１つであり、2019年現在、パルモフィルム目とプラシノコックス目を含む。細胞壁で囲まれており、単細胞性またはパルメラ状群体 (共通の寒天質基質に多数の細胞が包まれた群体) を形成する。特にパルモフィルム目の種は肉眼視できる大きな藻体を形成し、海藻として扱われることもある。

## 特徴
細胞は球形、小型 (直径 2.5–7 µm)、不動性。細胞壁に囲まれ、さらにふつう厚い粘質多糖で覆われる。しばしば細胞壁に複数の小孔からなる複合体が存在し、そこから粘質多糖が分泌される。単細胞性または多数の細胞が共通の粘質多糖に包まれたパルメラ状群体を形成し (下図)、パルモフィルム目の種は肉眼視できる大きさになる。パルモフィルム属　(Palmophyllum) は藻体全体が基質に付着しているが (下図)、ベルディゲラス属 (Verdigellas) は盤状の付着器で基質に付着しており、さらにパルモクラスルス属 (Palmoclathrus) は付着器と柄、多数の穴の開いた葉状部からなる複雑な藻体を形成する。

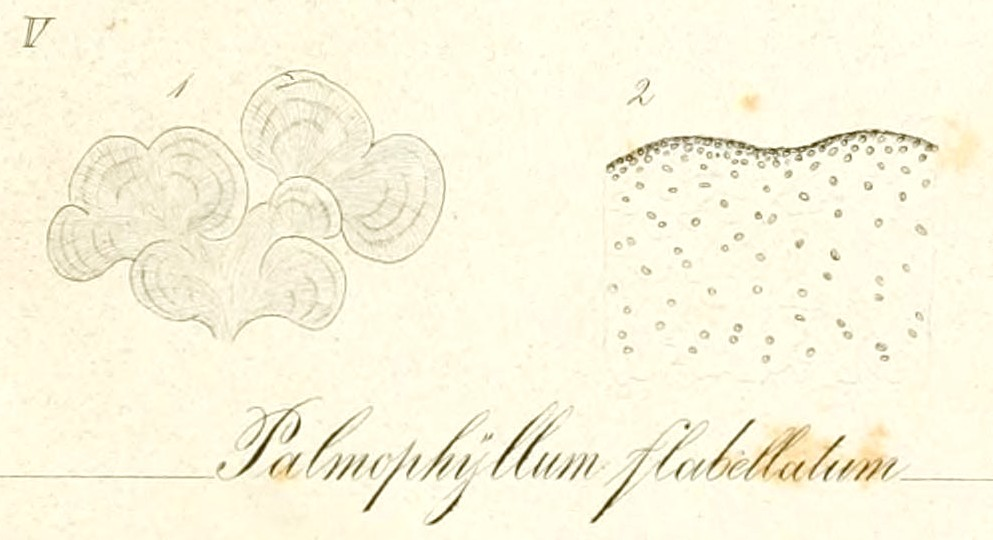
パルモフィルム属の全体像 (左) と 藻体一部の拡大 (右).

葉緑体は1個、パルモフィルム目はピレノイドを欠くが、プラシノコックス目は基質中にミトコンドリアを伴う細胞質が貫入しているピレノイドをもつ。光合成色素組成は、パルモフィルム目とプラシノコックス目で異なる。パルモフィルム目ではルテイン (ジヒドロルテイン)、ネオキサンチン、ビオラキサンチン、α-カロテンを含み、またクロロフィル b 量が多い。一方、プラシノコックス目の色素組成はマミエラ目 (マミエラ藻綱) のものに似るが (MgDVP、プラシノキサンチン、ウリオリド、ジヒドロルテイン、未同定カロテノイド Z1、Z2、一部はマイクロモノール)、未同色素 M1を欠く点で異なる。
出芽様の不等分裂による無性生殖を行う。不等分裂によって生じた小型の娘細胞が母細胞から抜け出して新たに細胞壁を形成し、大型の娘細胞が母細胞壁を受け継ぐ。鞭毛細胞は存在せず、微細構造観察でも基底小体など鞭毛に関連する構造は見つかっていない。

## 生態
全て海産であり、プランクトン性 (沿岸域〜外洋) または底生性 (岩礁などに付着)。パルモフィルム目の藻類は、一般的に深い水深の場所 (〜200 m) から報告されているが、潮間帯にも生育する。

## 系統と分類
プラシノコックス目の藻類は、光合成色素組成が類似していることから、当初はマミエラ目 (当時はプラシノ藻綱、2020年現在はマミエラ藻綱) に分類されていた。しかし分子系統学的研究からは、マミエラ目との近縁性は支持されていない。プラシノコックス目は、環境DNA研究において、prasinophyte clade VI とよばれる系統群に相当する。
一方、パルモフィルム目の藻類は奇妙な海産緑藻 (肉眼視できる大きさの群体を形成するため海藻として扱われることもある) として知られ、古くはその体制 (パルメラ状群体) に基づいてヨツメモ目などに分類されていた。しかし分子系統学的研究により、緑色植物の初期分岐群の１つであることが示され、独立の目 (パルモフィルム目) が提唱された。
さらにその後、プラシノコックス目とパルモフィルム目が近縁であることが明らかとなった。そのため、プラシノコックス目とパルモフィルム目を合わせた分類群として、パルモフィルム藻綱 (Palmophyllophyceae) が提唱された。パルモフィルム類は緑色植物の中で最も初期 (緑藻植物とストレプト植物の分岐前) に分岐した生物群であることが示唆されたこともあるが、2020年現在では一般的に緑藻植物における初期分岐群の１つと考えられている。
2019年現在、9種が知られ、2目2科5属に分類されている。ただしプラシノコックス目がパルモフィルム目に対して側系統である可能性も示されている。
| パルモフィルム藻綱の属までの分類体系の一例 (2019年現在) - パルモフィルム藻綱 Palmophyllophyceae Leliaert, Tronholm, Lemieux, Turmel, DePriest, Bhattacharya, Karol, Fredericq, Zechman & Lopez-Bautista, 2016 - プラシノコックス目 Prasinococcales Guillou et al., 2004 - プラシノコックス科 Prasinococcaceae Leliaert, Tronholm, Lemieux, Turmel, DePriest, Bhattacharya, Karol, Fredericq, Zechman & Lopez-Bautista, 2016 - プラシノコックス属 Prasinococcus Miyashita & Chihara, 1993 - プラシノデルマ属 Prasinoderma T.Hasegawa & M.Chihara, 1996 - パルモフィルム目 Palmophyllales Zechman, Verbruggen, Leliaert, Ashworth, M. A. Buchheim, Fawley, H. Spalding, Pueschel, J. A. Buchheim, Verghese & Hanisak, 2010 - パルモフィルム科 Palmophyllaceae Zechman, Verbruggen, Leliaert, Ashworth, M. A. Buchheim, Fawley, H. Spalding, Pueschel, J. A. Buchheim, Verghese & Hanisak, 2010 - パルモクラスルス属 Palmoclathrus Womersley, 1971 - パルモフィルム属 Palmophyllum Kützing, 1847 - ベルディゲラス属 Verdigellas D.L.Ballantine & J.N.Norris, 1994 |